# Lupon
Lupon (Bayan ng Lupon) är en kommun i Filippinerna. Kommunen ligger på ön Mindanao, och tillhör provinsen Davao Oriental. Folkmängden uppgår till 57 092 invånare.

## Barangayer
Lupon är indelat i 21 barangayer.
| - Bagumbayan - Cabadiangan - Calapagan - Cocornon - Corporacion - Don Mariano Marcos - Ilangay - Langka - Lantawan - Limbahan - Macangao | - Magsaysay - Mahayahay - Maragatas - Marayag - New Visayas - Poblacion - San Isidro - San Jose - Tagboa - Tagugpo |